# 라고아 (아소르스 제도)

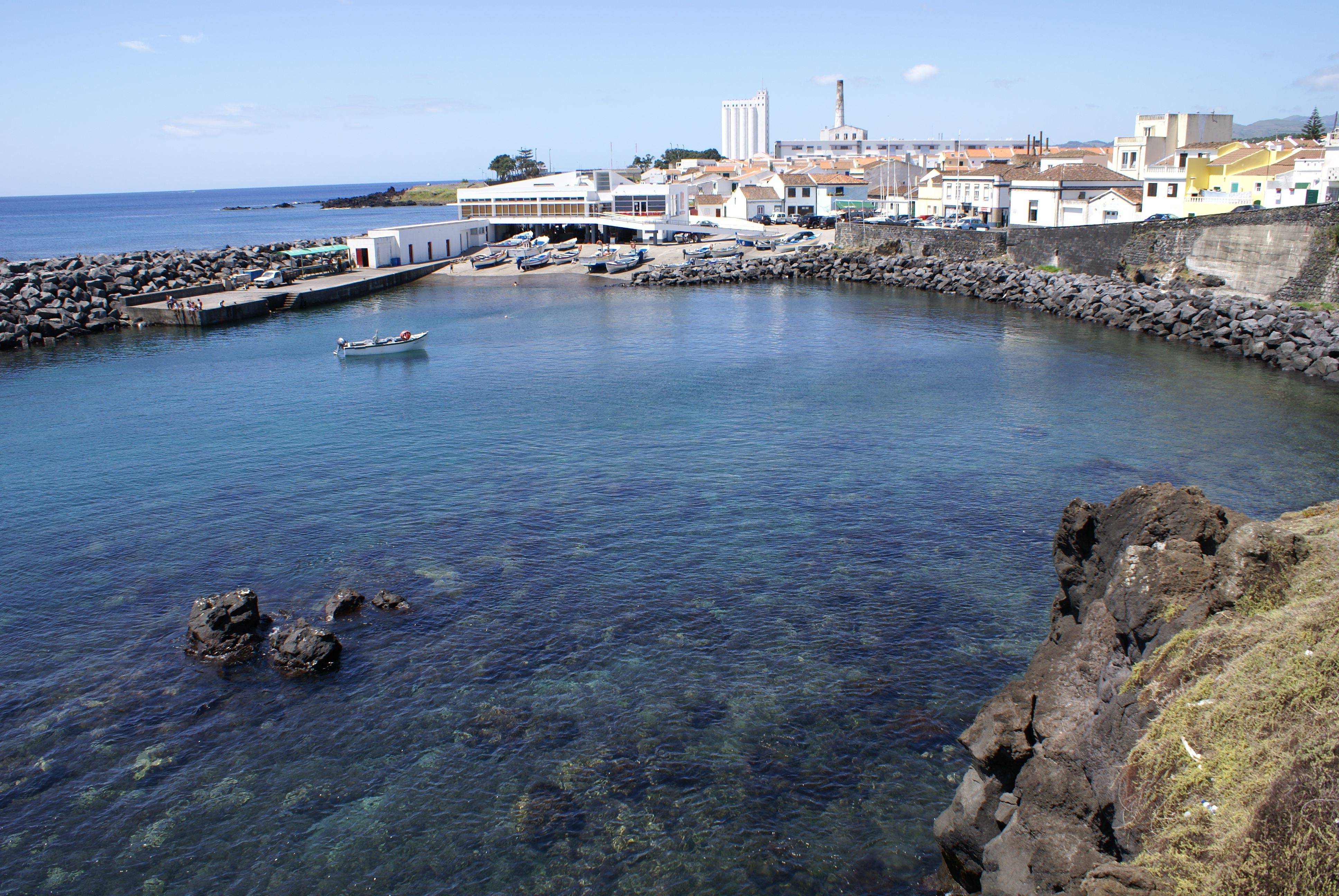
라고아

라고아(포르투갈어: Lagoa)는 포르투갈 아소르스 제도의 섬 중 하나인 상미겔섬의 주요 도시이다. 면적은 45.59km2, 인구는 2011년 기준으로 14,442명이다.